# Universiteit van Lotharingen
De Universiteit van Lotharingen (Frans: Université de Lorraine (UL)) is een Franse universiteit in de steden Metz en Nancy.
De universiteit ontstond op 1 januari 2012 als samengaan van drie voormalige universiteiten met een hogeschool:
- Université Paul Verlaine (UPV)
- Université Henri Poincaré / Nancy-1 (UHP)
- Université Nancy-II (UN2)
- Institut national polytechnique de Lorraine (INPL).

Deze universiteit heeft meerdere instituten die verdeeld worden over acht Collegiums.